# パク・ソニョン (声優)
パク・ソニョン（朝: 박선영、1970年2月8日 - ）は大韓民国の女性声優。1996年、オンメディア（トゥーニバース）2期だが、翌1997年に韓国MBC14期採用、文化放送声優劇会に所属。現在はMBCの専属契約を離れ、フリーランスとして活動。

## 出演作品
※太字は主役・ヒロイン・メインキャラクター。

### アニメ

#### 日本作品の吹き替え
- ARIAシリーズ（藍華・S・グランチェスタ）
- あずまんが大王（ヤン・ソラン〔양소란〕＝滝野智）
- おねがいマイメロディ（夢野琴）
- カスミン （春野カスミ）
- ちび魔法使いレミ（おジャ魔女どれみ）シリーズ（ユ・サラン〔유사랑〕＝妹尾あいこ）
- 地獄少女（鷹村涼子）
- スイートプリキュア♪（北条響 / キュアメロディ）
- スクールランブル（一条かれん、笹倉葉子）
- 銀盤の守護天使（銀盤カレイドスコープ）（桜野タズサ）
- 涼宮ハルヒの憂鬱（涼宮ハルヒ）
- キャラキャラ・チェンジ（しゅごキャラ!）（ラン）
- To LOVEる -とらぶる- （西連寺春菜）
- 藍より青し （桜庭葵）
- 絶対可憐チルドレン （明石薫）
- 遊戯王デュエルモンスターズ（真崎杏子）※CHAMP TV放送版

#### 韓国オリジナル作品
- 少女チャングムの夢（チェ・グミョン、ハン尚宮）
- 五世巖 （ガム）
- シークレット・ジュジュ（ジュジュ、魔女）

#### アメリカ作品の吹き替え
- ヨセフ物語 〜夢の力〜（アセナト）
- パワーパフガールズ（ブロッサム）※カートゥーン ネットワーク放送版

### テレビドラマの吹き替え
- ウルトラマンメビウス
- 鎧甲勇士

#### 米国作品の吹き替え
- CSI:科学捜査班
- 24 -TWENTY FOUR-
- シークレット・アイドル ハンナ・モンタナ（リリー / ローラ〈エミリー・オスメント〉）

### 映画の吹き替え
- 日本沈没（阿部玲子）